# Калиновка (Рубцовський район)
Кали́новка (рос. Калиновка) — селище у складі Рубцовського району Алтайського краю, Росія. Входить до складу Новосклюїхинської сільської ради.

## Населення
Населення — 246 осіб (2010; 232 у 2002).
Національний склад (станом на 2002 рік):
- росіяни — 88 %